# Orinokozwergspecht

Verbreitungsgebiet des Orinokozwergspechtes

Der Orinokozwergspecht (Picumnus pumilus) ist eine Vogelart aus der Familie der Spechte (Picidae).
Die Art wurde teilweise als Unterart des Lafresnaye-Zwergspechts (Picumnus lafresnayi) angesehen.
Der Vogel kommt im Nordwesten des Amazonasbeckens in Brasilien, Kolumbien und möglicherweise Venezuela vor, er ist Subendemit.
Der Lebensraum umfasst feuchte Wälder, Savanne, Galeriewald, dichtes Dickicht im Tiefland bis 300, örtlich auch bis 500 m Höhe.
Der Artzusatz kommt von lateinisch pumilus ‚Zwerg‘.

## Merkmale
Die Art ist 9 cm groß, wiegt 9–10 g. Das Männchen hat eine dunkelbraune Kopfkappe mit kleinen gelben Stirnflecken und weißen Flecken auf der restlichen Kappe. Die Zügel sind gelbbraun, hinter dem Auge findet sich eine weiße Linie, die Ohrdecken sind schwärzlich mit weißen Flecken, die übrige Oberseite ziemlich einförmig bräunlich-grün. Die manchmal etwas braunerer Flügeldecken und Schirmfedern haben gelblich-grüne Ränder, die Hand- und Armschwingen sind braun mit grünlichen Rändern und Spitzen.
Die Schwanzoberseite ist schwarz, das mittlere Federpaar hat auf der Innenseite einen weißen Streifen, die 3 äußeren Steuerfederpaare tragen weiße Subterminalbinden.
Die Unterseite ist dunkelbraun gebändert, der Bauch unstrukturiert.
Die Flügelunterseite ist grau-braun mit dunkel gebänderten gelberen Flügeldecken. Der Schnabel ist kurz, der Schnabelfirst leicht gebogen, schwärzlich mit hellerer Basis. Die Iris ist braun bis grau-braun, die Orbitalhaut grau bis blaugrau, die Beine sind grau.
Beim Weibchen hat die Stirn weiße Flecken. Jungvögel sind auf der Oberseite grüner, Stirn und Scheitel sind gelbbraun gestrichelt oder gefleckt, die Unterseite ist weniger deutlich gezeichnet.
Dieser Zwergspecht unterscheidet sich vom Lafresnaye-Zwergspecht (Picumnus lafresnayi) durch etwas geringere Größen, durch gelbe statt rote Stirnfarbe, durch dunklere ungebänderte Oberseite und durch dunklere Ohrdecken.

## Geografische Variation
Die Art ist monotypisch.

## Stimme
Der Gesang des Männchens wird als hohe quäkende Laute, schneller werdend in Triller übergehend beschrieben, der Ruf als wiederholter Quäklaut.

## Lebensweise
Die Art ist vermutlich ein Standvogel.
Die Nahrung besteht vermutlich aus Ameisen und anderen kleinen Insekten, die in allen Höhen in der Vegetation gesucht werden.
Die Brutzeit liegt wohl zwischen November und Dezember.

## Gefährdungssituation
Der Bestand gilt als „nicht gefährdet“ (least Concern).